# Martina Di Centa
Martina Di Centa (* 6. März 2000 in Tolmezzo) ist eine italienische Skilangläuferin. 

## Werdegang
Di Centa nahm von 2017 bis 2020 vorwiegend an U18- und U20-Rennen im Alpencup teil. Dabei belegte sie in der Saison 2019/20 den siebten Platz in der U20-Gesamtwertung. Bei den Nordischen Junioren-Skiweltmeisterschaften 2020 in Oberwiesenthal errang sie jeweils den 19. Platz im 15-km-Massenstartrennen und über 5 km klassisch und den vierten Platz mit der Staffel. Im Februar 2020 siegte sie beim Gsieser-Tal-Lauf über 30 km Freistil. Zu Beginn der Saison 2020/21 startete sie in Ulrichen erstmals im Alpencup und kam dabei auf den zehnten Platz über 10 km Freistil und auf den achten Rang im Sprint. Es folgte mit Platz zwei in Formazza über 10 km klassisch ihre erste Podestplatzierung in dieser Rennserie und sie durfte daraufhin bei der Tour de Ski 2021 ihre ersten Rennen im Skilanglauf-Weltcup absolvieren. Dabei holte sie mit dem 37. Gesamtrang ihre ersten Weltcuppunkte. Bei den U23-Weltmeisterschaften in Vuokatti Mitte Februar 2021 belegte sie den 29. Platz im Sprint, den 15. Rang über 10 km Freistil und den achten Platz mit der Staffel. Beim Saisonhöhepunkt, den nordischen Skiweltmeisterschaften 2021 in Oberstdorf, kam sie auf den 35. Platz im Skiathlon. Die Saison beendete sie auf dem siebten Platz in der Gesamtwertung des Alpencups. Im folgenden Jahr nahm sie bei den Olympischen Winterspielen in Peking an vier Rennen teil. Ihre besten Platzierungen dabei waren der 34. Platz im 30-km-Massenstartrennen und der achte Rang mit der Staffel.
Ihr Vater Giorgio Di Centa sowie ihre Tante Manuela Di Centa waren ebenfalls im Skilanglauf aktiv.

## Teilnahmen an Weltmeisterschaften und Olympischen Winterspielen

### Olympische Spiele
- 2022 Peking: 8. Platz Staffel, 34. Platz 30 km Freistil Massenstart, 36. Platz 15 km Skiathlon, 37. Platz 10 km klassisch

### Nordische Skiweltmeisterschaften
- 2021 Oberstdorf: 35. Platz 15 km Skiathlon
- 2023 Planica: 33. Platz 10 km Freistil, 34. Platz 30 km klassisch Massenstart
- 2025 Trondheim: 7. Platz Staffel, 26. Platz 10 km klassisch, 29. Platz 20 km Skiathlon

## Siege bei Continental-Cup-Rennen
| Nr. | Datum            | Ort                     | Disziplin       | Serie    |
| --- | ---------------- | ----------------------- | --------------- | -------- |
| 1.  | 4. Dezember 2022 | Santa Caterina Valfurva | 10 km klassisch | Alpencup |